# Henri-Marie-Charles Adeline
Henri-Marie-Charles Adeline, francoski general, * 1898, † 1971.